# 프랙탈 차원
프랙탈 차원(fractal dimension)은 수학에서, 특히 프랙탈 기하학에서 공간에 패턴을 얼마나 조밀하게 채우는지 나타내는 비율이다.